# Alena Dylko
Alena Dylko, auch Elena Dylko, (belarussisch Алена Дылько; * 14. September 1988 in Brest) ist eine ehemalige belarussische Radrennfahrerin.
2007 wurde Alena Dylko belarussische Vizemeisterin im Einzelzeitfahren auf der Straße. 2011 wurde sie nationale Meisterin in der Mannschaftsverfolgung, gemeinsam mit Aksana Papko und Tazzjana Scharakowa. Bei den Bahn-Europameisterschaften im selben Jahr in Apeldoorn errang sie die Bronzemedaille in der Mannschaftsverfolgung, ebenfalls mit Papko und Schwarakowa. Im Jahr darauf errang sie mit denselben Partnerinnen ebenfalls Bronze bei der EM sowie den nationalen Titel. Nach der Teilnahme an den Olympischen Spielen 2012 in London, bei denen sie mir Papko und Scharakowa Rang sieben belegte, beendete sie ihre Radsportkarriere.

## Erfolge
2011
- Europameisterschaft – Mannschaftsverfolgung (mit Aksana Papko und Tazzjana Scharakowa)
- Belarussische Meisterin – Mannschaftsverfolgung (mit Aksana Papko und Tazzjana Scharakowa)

2012
- Europameisterschaft – Mannschaftsverfolgung (mit Aksana Papko und Tazzjana Scharakowa)
- Belarussische Meisterin – Mannschaftsverfolgung (mit Aksana Papko und Tazzjana Scharakowa)